# Вириус, Мирко
Мирко Вириус (хорв. Mirko Virius, 28 октября 1889, Джелековец — май 1943, Земун) - художник-самоучка, классик Хлебинской школы и хорватского наивного искусства.

## Биография
Родился в крестьянской семье, окончил четыре класса начальной школы. По словам Вириуса, страсть к рисованию пробудилась в нём во время изучения в школе истории хорватского народа. Воображение будущего художника поражала героическая борьба славян с турецкими захватчиками, сцены которой он пытался воспроизвести в своих рисунках. Во время Первой мировой войны В. был мобилизован в австро-венгерскую армию и, попав на Галицийский фронт, оказался в русском плену. Вначале был интернирован в Киев и Харьков, затем работал на металлургическом заводе в  Екатеринославе, (Днепропетровск), где в свободное время снова начал рисовать, изображая сцены из жизни рабочих. В 1918 году В. вернулся на родину в Джелековец, где работал в домашнем крестьянском хозяйстве. В 1930-е годы В. стал участником прогрессивного крестьянского движения во главе с Хорватской Крестьянской Партией.
В 1936 году, его земляк, крестьянский писатель и политический активист Миховил Павлек Мишкина познакомил Вириуса с крестьянскими художниками Иваном Генераличем и Франьо Мразом. Все трое вошли в историю хорватского наивного искусства, как первое поколение Хлебинской школы. В возрасте 47 лет В. снова начал рисовать, а спустя год - писать акварелью, темперой и маслом на стекле и холсте. Испытал влияние художественного объединения "Земля" и Хлебинской школы, но в целом развивался самостоятельно. Всего за три года (1936-39) В. создал очень значительную по своей художественной ценности серию работ. В его картинах превалируют выразительные и мрачные описания социальных тем. Вириус пытается рассказать всю правду о деревне, порой утрируя характерные черты и прибегая к гротескным образам .
«Как и все большие мастера примитива в истории искусства, Вириус также оставил на своих работах отпечаток своего времени и окружающей среды. Я бы сказал почти без оговорок, что Мирко Вириус наиподравский из всех мастеров нашего наива. В его работах отчетливо видно деревенскую бедность и отсталость, подравскую слякоть, человеческое одиночество и безнадежную покорность собственной несчастной судьбе. Вириусовские крестьянские образы по джоттовски основательны и статичны в своей торжественной "неподвижности" и он, также как E.Cecci написал о Джотто, в своих портретах действительно раскрыл "новую психологическую реальность и перспективу".
В период фашистской оккупации Вириус, как участник Народно-освободительного движения, был арестован и заключен в нацистский концентрационный лагерь в Земуне, где погиб в мае 1943 года. Точная дата смерти и место захоронения остались неизвестны.
Картины Мирко Вириуса находятся в Хорватском музее наивного искусства в Загребе; Музее современного искусства города Риеки; Музее города Копривницы; в Музее Шарлотты Цандер, Бённигхайм, Германия. Работы художника были представлены на многих значительных мировых выставках, совместно с работами других мастеров хорватского наивного искусства. В 1962-63 гг. произведения Вириуса были показаны в СССР на выставке «Народные художники-примитивисты Югославии».
Иван Генералич посвятил ему одну из самых известных своих работ "Смерть Вириуса" (1959).
Его именем названа выставочная галерея Хорватского общества наивных художников (HDNU) на Tkalciceva 14, Загреб.